# Haftanstalt Bastøy

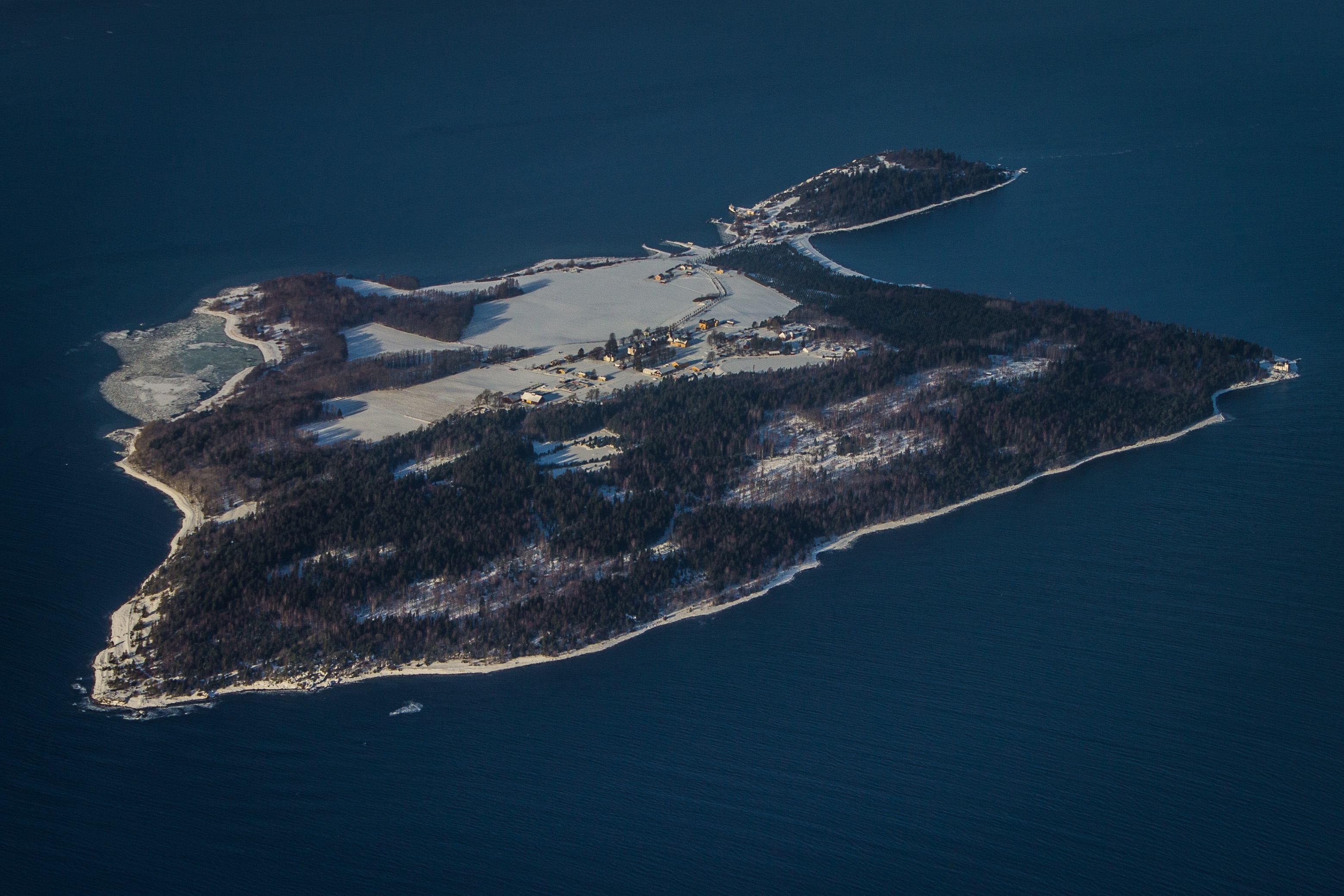
Luftansicht der Insel Bastøy mit dem Wohnkomplex im Zentrum

Die Haftanstalt Bastøy (norwegisch Bastøy landsfengsel) ist ein norwegisches Gefängnis zur Verwahrung von Strafgefangenen in der Provinz Vestfold. Es befindet sich auf der Insel Bastøy im Oslofjord etwa 75 Kilometer südlich von Oslo. Die Insel ist rund 2,23 km² groß. Etwa 115 männliche Straftäter befinden sich auf der Gefängnisinsel, die mit einem liberalen Konzept betrieben wird. So dürfen sich die Gefangenen frei auf der Insel bewegen, ihre Kleidung frei wählen, ein Mobiltelefon zum Telefonieren besitzen und mit erarbeiteten Gutscheinen im dortigen Supermarkt einkaufen. Weiterhin besitzen die Wärter keine Waffen und sind absichtlich unterbesetzt, sodass nachts nur 4 von ihnen auf der Insel bleiben. Trotzdessen gab es seit der Gründung nur einen Fluchtversuch im Jahr 2015. Gründe dafür sind, dass die meisten schon den Großteil ihrer Strafe abgesessen haben und dass man bei einem Fluchtversuch in strengere Gefängnisse versetzt wird. Die Insassen gehen Berufen wie Koch, Mechaniker, Schreiner und Landwirt nach.